# José Luis García Raya
José Luis García Raya (ur. 11 lutego 1941 w Guadix, zm. 24 czerwca 2009 w La Herradura, gmina Almuñécar) – hiszpański polityk i samorządowiec, poseł do Kongresu Deputowanych, od 1986 do 1989 poseł do Parlamentu Europejskiego.

## Życiorys
Zdobył wykształcenie wyższe, pracował jako urzędnik w Servicio Nacional de Productos Agrarios (SENPA). Zaangażował się w działalność polityczną w ramach Hiszpańskiej Socjalistycznej Partii Robotniczej. W latach 1982–1986 zasiadał w Kongresie Deputowanych II kadencji z okręgu Zamora. Od 1 stycznia 1986 do 5 lipca 1987 wykonywał mandat posła do Parlamentu Europejskiego w ramach delegacji krajowej, w 1987 wybrano go w wyborach powszechnych. Przystąpił do Grupy Socjalistów. Został wiceprzewodniczącym Komisji ds. Kontroli Budżetu (1987–1989), należał też m.in. do Komisji ds. Rolnictwa, Rybołówstwa i Rozwoju Wsi. W 1989 nie ubiegał się o reelekcję, następnie latach 1991–1995 był alkadem Guarix. Później wycofał się z polityki, w 2006 działał jako doradca minister Magdaleny Álvarez.
Żonaty z Rosario Chillón Igelmo, miał czworo dzieci; jego siostra także działała w PSOE. Imieniem Garcii Rayi nazwano plac w rodzinnej miejscowości.